# Старосєк Артем Ігорович
Старосєк Артем Ігорович (Дніпро, Україна) — український підприємець, експерт у сфері OSINT, засновник і керівник аґенції Molfar, власник AIN.UA. Член правління Techosystem, об'єднання гравців технологічної екосистеми України.

## Освіта
Закінчив програму «Цінності та суспільство» в інституті Аспена, випускник XVII програми Української школи політичних студій та Києво-Могилянської бізнес-школи.

## Підприємницька діяльність
Працював в інвестиційному фонді Noosphere Ventures, відповідав за належну обачність.
2019 року заснував агенцію бізнес-розвідки Molfar. З 2022 року Molfar провадить розслідування, пов'язані з російсько-українською війною.
1 жовтня 2023 року Старосєк купив видання AIN.UA.
2024 року став директором ГО «Осінт», яка має з Міністерством освіти і науки України реформувати шкільну програму в рамках предмета «Захист України».

## Публічна діяльність
2023 року модерував дискусію на IForum на тему «OSINT. Сучасна розвідка України та її трансформація за час повномасштабного вторгнення». У серпні 2024 року Старосєк презентував дослідження про колаборантів, які беруть участь у фальсифікації виборів на ТОТ.